# Вальбурга Ритбергская
Вальбурга Ритбергская (нем. Walburgis von Rietberg, в.-фриз. Walburga fan Rietberg; 1555/1556, Ритберг, графство Ритберг — 26 мая 1586, Эзенс, графство Ритберг) — голландско-немецкая аристократка из дома Куик, дочь графа Ритберга Иоганна II Безумного. В своём праве графиня Ритберга с 1584 по 1586 год. Первая супруга наследного графа Энно из дома Кирксена; в замужестве — наследная графиня Остфрисланда.

## Происхождение
Родилась в Ритберге в 1555 или 1556 году. Она была младшей дочерью в семье графа Ритберга Иоганна II Безумного и Агнессы Бентхайм-Штайнфуртской, графини из дома Бетхайн-Штайнфурт. По отцовской линии приходилась внучкой графу Ритберга из дома Куик Оттону III и Онне Аттена, аристократки из дома Аттена, правителей Харлингерланда. По материнской линии была внучкой графа Бентхайма и Штайнфурта Арнольда II и Вальбурги Бредероде-Нойэнарской, графини из дома Бредероде, графов Нойэнара.
За неимением наследников мужского пола, 27 сентября 1576 года владения дома Куик были разделены между Вальбургой и её старшей сестрой Армгардой. Первая получила Харлингерланд, последняя графство Ритберг. После смерти бездетной старшей сестры Вальбурга унаследовала все семейные феоды.

## Брак и потомство
1 мая 1577 года дворы в Аурихе и Ритберге договорились о браке наследника графа Остфрисланда и младшей дочери графа Ритберга. Невеста была старше будущего супруга на семь или восемь лет. Свадьбу отложили до достижения женихом восемнадцатилетнего возраста. В Эзенсе 19 / 28 января 1581 года Вальбурга Ритбергская сочеталась браком с наследным графом Энно (30 сентября 1563 — 19 августа 1625), будущим правителем Остфрисланда под именем Энно III. В браке у супругов родились трое детей — сын и две дочери:
- Сабина Катарина[нем.] (11 августа 1582 — 31 мая 1618), графиня Ритберга с 26 мая 1586 года, в Ритберге 4 сентября 1601 года сочеталась браком с дядей по отцовской линии графом Остфрисланда Иоганном III (1566 — 29 сентября 1625), который стал по праву жены графом Ритберга;
- Агнесса[нем.] (1 января 1584 — 28 февраля 1616), 15 августа 1603 года сочеталась браком с графом Лихтенштейна Гундакаром[нем.] (30 января 1580 — 5 августа 1658), князем Лихтенштейна с 1623 года[a];
- Иоганн Эдцард (10 мая 1586 — 20 мая 1586), наследный граф Остфрисланда, умер вскоре после рождения.

## Смерть и последствия
Роды последнего ребёнка были тяжёлыми и сказались на состоянии здоровья Вальбурги. 7 мая 1586 года она переехала со своим двором из Эзенса в Виттмунд, но вскоре вернулась обратно и скоропостижно скончалась 26 мая 1586 года. Останки графини похоронили в кирхе Святого Магнуса в Эзенсе. С её смертью угасла ветвь правителей графства Ритберг из дома Куик.
После смерти графини распространились слухи о том, что она была отравлена; говорили, что яд подлили в пивной суп Вальбурги. Под пытками одна из трёх подозреваемых женщин призналась в преступлении. Врачи подтвердили естественную причину смерти графини. Однако все три женщины были сожжены 11 мая 1586 года.

## Комментарии
1. ↑  Неисполнение Берумского договора[нем.], который был заключён до брака Агнессы и Гундакара, позволило князьям Лихтенштейна претендовать на графство Ритберг; последний суд по этому делу завершился в 1835 году. В настоящее время герб княжества Лихтенштейн включает также герб графства Остфрисланд и все представители дома Лихтенштейн носят титул графов Ритберга[2].